# Саут-Абінгтон Тауншип (округ Лекаванна, Пенсільванія)
Саут-Абінгтон Тауншип (англ. South Abington Township) — селище (англ. township) в США, в окрузі Лекаванна штату Пенсільванія. Населення — 9532 особи (2020).

## Демографія
Згідно з переписом 2010 року, у селищі мешкали 9073 особи в 3364 домогосподарствах у складі 2328 родин. Було 3604 помешкання
Расовий склад населення:
| - 93,6 % — білих - 3,4 % — азіатів - 1,3 % — чорних або афроамериканців - 0,1 % — корінних американців |

До двох чи більше рас належало 1,3 %. Частка іспаномовних становила 1,9 % від усіх жителів.
За віковим діапазоном населення розподілялося таким чином: 21,7 % — особи молодші 18 років, 61,6 % — особи у віці 18—64 років, 16,7 % — особи у віці 65 років та старші. Медіана віку мешканця становила 42,2 року. На 100 осіб жіночої статі у селищі припадало 91,0 чоловіків;  на 100 жінок у віці від 18 років та старших — 86,7 чоловіків також старших 18 років.
Середній дохід на одне домашнє господарство  становив 101 593 долари США (медіана — 77 910), а середній дохід на одну сім'ю — 123 935 доларів (медіана — 92 177). Медіана доходів становила 68 289 доларів для чоловіків та 49 415 доларів для жінок. За межею бідності перебувало 2,4 % осіб, у тому числі 0,0 % дітей у віці до 18 років та 3,0 % осіб у віці 65 років та старших.
Цивільне працевлаштоване населення становило 4429 осіб. Основні галузі зайнятості: освіта, охорона здоров'я та соціальна допомога — 30,1 %, фінанси, страхування та нерухомість — 11,2 %, виробництво — 10,9 %, роздрібна торгівля — 10,8 %.